# Aspidomorpha miliaris
Aspidimorpha miliaris, là một loài bọ cánh cứng thuộc họ Chrysomelidae.

## Miêu tả
Nó dài khoảng 15 mm. Ấu trùng thích tụ họp sống chung với nhau và là mối đe dọa nguy hiểm cho mùa màng.

## Phân bổ
Aspidomorpha miliaris sống ở Indonesia và ở Việt Nam.

## Ảnh

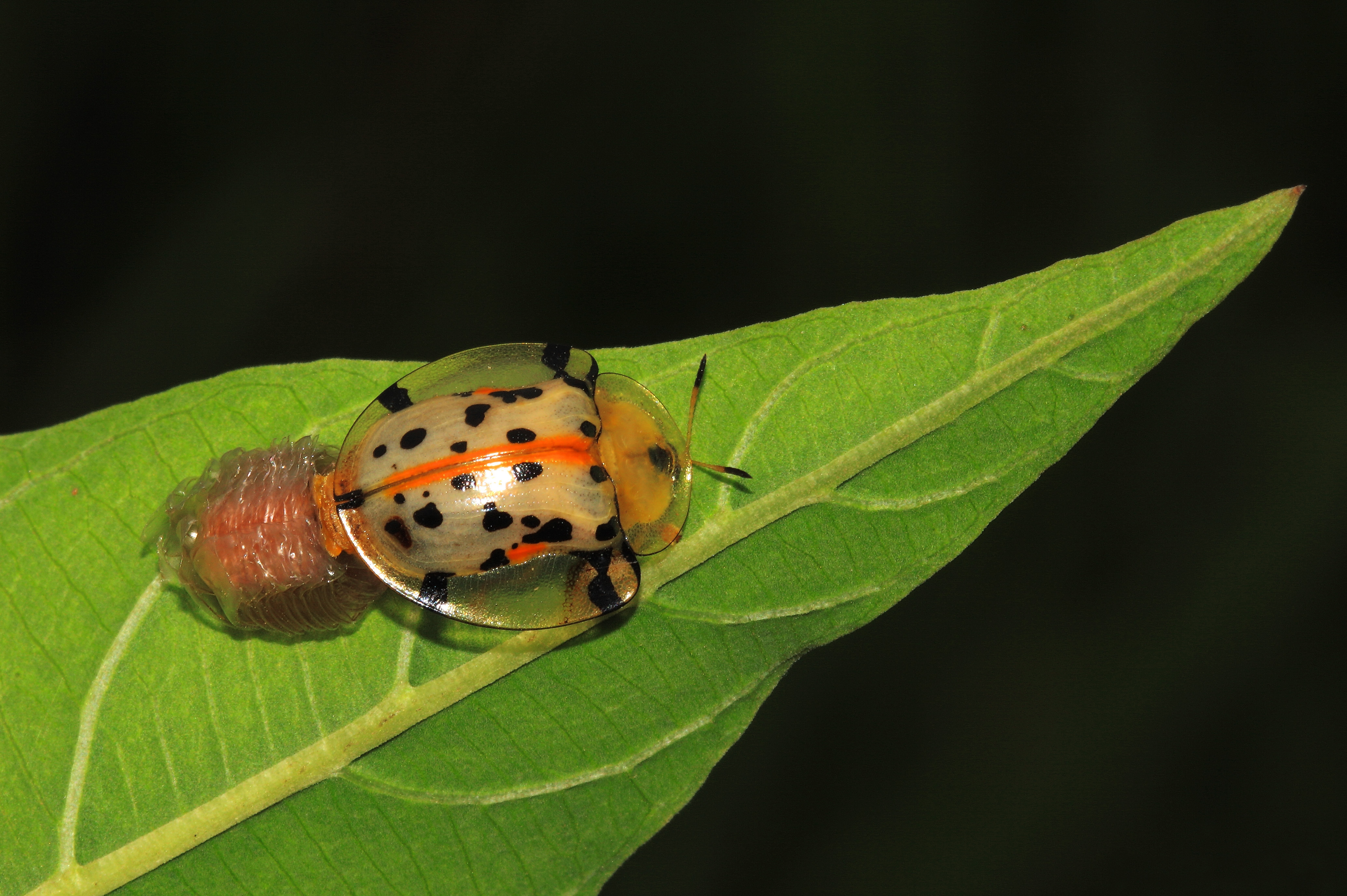
Con mái đang đẻ trứng